# Скаткин, Михаил Николаевич
Михаил Николаевич Ска́ткин (11 августа 1900 — 7 августа 1991) — российский педагог.

## Биография
Педагогическую деятельность начал в 1919 году учителем начальной школы. С 1920 по 1930 год работал с С. Т. Шацким. Под его руководством М. Н. Скаткин работал на 1-й Опытной станции по народному образованию Наркомпроса РСФСР. В 1925 году окончил при этой станции педагогические курсы. С 1930 года вёл научно-исследовательскую работу в Институтах научной педагогики при 2-м МГУ и политехнического образования. Одновременно преподавал в институтах Москвы. С 1945 в системе АПН РСФСР/СССР, с 1957 заведовал подразделениями, разрабатывающими проблемы дидактики. В 1950 году избран членом-корреспондентом АПН РСФСР, затем после реорганизации академии в 1968 году избран членом-корреспондентом АПН СССР. Состоял в Отделении методологии, теории и истории педагогики. В 1970 году защитил диссертацию на соискание учёной степени доктора педагогических наук на тему «Проблемы дидактики» и получил учёное звание профессора. В 1985 году избран действительным членом АПН СССР.

## Вклад в развитие педагогики
Занимался методологией педагогической науки, вопросами совершенствования процесса обучения, содержания образования и др. «Представления, понятия, законы, — пишет M. Н. Скаткин, — нельзя механически вложить в головы учеников. Сформировать их должен обязательно сам ученик под руководством и с помощью учителя. Образование представлений, понятий, осознание законов — активный процесс мышления и деятельности учащихся». Его исследования по фундаментальным проблемам дидактики (теории политехнического образования, принципов и методов обучения) легли в основу работ, проводимых в СССР и др. странах. М. Н. Скаткин одним из первых начал разработку теории конструирования учебных программ. Автор ряда новых принципов дидактики, в том числе принципа научности обучения который он выделил, как самостоятельный впервые в отечественной дидактике в 1950 году. Многие годы сотрудничал с известным отечественным дидактом И. Я. Лернером. В результате этого сотрудничества ими разработана теория содержания образования и классификация методов обучения. Значительна его роль в выявлении путей совершенствования процесса обучения в 60-80-е гг. Отличался мастерством систематизации состояния дидактики и отдельных её проблем, придавая их совокупности концептуальную целостность.

### Труды
- Дидактика средней школы / Под ред. М. А. Данилова, М. Н. Скаткина. — М., 1975.
- Скаткин М. Н., Краевский В. В. Содержание общего среднего образования: Проблемы и перспективы. — М., 1981.
- Скаткин М. Н. Активизация познавательной деятельности учащихся в обучении. — М., 1965.
- Скаткин М. Н. Вопросы теории построения программ в советской школе. — М., 1949.
- Скаткин М. Н. Методология и методика пед. исследований. — М., 1986.
- Скаткин М. Н. Методика преподавания естествознания в начальной школе. — М., 1952.
- Скаткин М. Н. Научные основы методики преподавания естествознания в начальной школе. — М., 1946.
- Скаткин М. Н. Некоторые вопросы дидактики в свете учения И. П. Павлова о высшей нервной деятельности. — М., 1952.
- Скаткин М. Н. О школе будущего. — М., 1974.
- Скаткин М. Н. Политехническое обучение на современном этапе развития школы. — М., 1956.
- Скаткин М. Н. Проблемы современной дидактики. — 2-е изд. — М., 1984.
- Скаткин М. Н. Совершенствование процесса обучения. — М., 1971.
- Скаткин М. Н. Формализм в знаниях учащихся и меры борьбы с ним. — М., 1956.
- Скаткин М. Н. Школа и всестороннее развитие детей. — М., 1980.

## Память
- В 2012 г. в РАО учреждена медаль имени М. Н. Скаткина.
- Осенью 2015 в ИТИП РАО намечено проведение юбилейной научной конференции к 115-летию со дня рождения М. Н. Скаткина.